# 2018년 코파 아메리카 페메니나 선수 명단
이 문서에서는 2018년 코파 아메리카 페메니나에 참여한 선수 명단을 정리한다.

## B조

### 볼리비아
틀:2018년 코파 아메리카 페메니나